# Ondinea
El género Ondinea Hartog, 1970 comprende una especie de hierbas perennes acuáticas y pertenece a la familia Nymphaeaceae. Su especie tipo es O. purpurea Hartog, 1970.

## Descripción
- Hierbas perennes, con rizoma tuberoso, acuáticas, enraizadas en el fondo.
- Hojas jóvenes sumergidas, delgadas, translúcidas, lanceoladas, de bordes crispados, las maduras flotantes, estrechamente ovadas a elípticas, coriáceas.
- Flores períginas, solitarias, frecuentemente fragantes; sépalos 4; pétalos 0-4(-5), púrpura claro a oscuro; estambres 14-34, erectos, los externos petaloides, unidos por fuera a la copa floral, tecas de dehiscencia longitudinal latrorsa; carpelos 3-14, sincárpicos, rosado-purpúreos, estilos ausentes, estigmas en copa estigmática con eje floral visiblemente prominente o con 3-14 lóbulos estigmáticos; óvulos 10-100 por carpelo.
- Fruto elipsoide.
- Semillas numerosas, pequeñas, ariladas.
- Polen zonasulculado.

## Ecología
Las flores se abren de día y son polinizadas por abejas. La antesis dura tres días, las flores son protóginas, funcionando como femeninas el primer día, en que exponen los brillantes colores del periantio y de los estambres, y la copa estigmática se llena de una secreción fluida, que limpia de polen el cuerpo de los polinizadores que caen en él. El segundo y tercer día las flores son funcionalmente masculinas. Viven en arroyos estacionales.

## Distribución
El género se distribuye por Australia occidental.

## Usos
Tienen un gran interés en acuariofilia.

## Táxones específicos incluidos
- Especie Ondinea purpurea Hartog, 1970

Australia occidental
- Subespecie purpurea

Australia occidental. Pétalos ausentes.
- Subespecie petaloidea Kenneally & E.L. Schneid., 1983

Australia occidental. Pétalos 4(-5).